# Francesco Baiano
Francesco Baiano (Napels, 24 februari 1968) is een voormalig Italiaans voetballer die speelde als aanvaller. Hij beëindigde zijn loopbaan in 2009 bij de Italiaans club AC Sansovino, waar hij in zijn laatste seizoen actief was als speler-coach. Baiano speelde in 1991 twee interlands voor Italië.

## Erelijst
SSC Napoli
- Coppa Italia

1986
 AC Fiorentina
- Coppa Italia

1996